# Wiktor Siemionow
Wiktor Iwanowicz Siemionow, ros. Виктор Иванович Семенов (ur. 4 kwietnia 1874 roku w Petersburgu, zm. 16 października 1951 roku w Montmorency) – rosyjski wojskowy (kapitan), a następnie dziennikarz i publicysta, działacz emigracyjny.
Ukończył nikołajewską szkołę inżynierską. Służył w lejbgwardii Batalionu Saperów, dochodząc do stopnia kapitana. Od 1905 roku był dziennikarzem, specjalnym korespondentem, a następnie do 1914 roku dyrektorem politycznym redakcji gazety „Nowoje wriemia”. W 1915 roku wyjechał do Francji, gdzie redagował pismo przeznaczone dla żołnierzy Rosyjskiego Korpusu Ekspedycyjnego. Ponadto pełnił funkcję korespondenta zagranicznego gazet rosyjskich. Na początku lat 20. przybył do Polski, zostając przewodniczącym Rosyjskiego Komitetu Narodowego. Od 1924 roku był przedstawicielem rosyjskiej prasy emigracyjnej przy dowództwie Francuskiej Misji Wojskowej. W 1928 roku przez polskie władze został aresztowany, po czym zmuszono go do opuszczenia kraju. Powrócił do Francji. Współpracował z Rosyjską Unią Centralną. Prowadził wykłady i odczyty. Po zakończeniu II wojny światowej pisał artykuły do pisma „Russkaja mysl”.